# Giro del Friuli 1974
Il Giro del Friuli 1974, prima storica edizione della corsa, si svolse il 13 luglio 1974 su un percorso di 223,5 km, con partenza da Lignano Sabbiadoro e arrivo a Brugnera. La vittoria fu appannaggio dell'italiano Luciano Borgognoni, che completò il percorso in 5h20'00", alla media di 41,906 km/h, precedendo i connazionali Luigi Castelletti e Davide Boifava.

## Ordine d'arrivo (Top 10)
| Pos. | Corridore          | Squadra            | Tempo    |
| ---- | ------------------ | ------------------ | -------- |
| 1    | Luciano Borgognoni | Dreherforte        | 5h20'00" |
| 2    | Luigi Castelletti  | Bianchi-Campagnolo | s.t.     |
| 3    | Davide Boifava     | Magniflex          | s.t.     |
| 4    | Knut Knudsen       | Jollj Ceramica     | s.t.     |
| 5    | Pietro Algeri      | Bianchi-Campagnolo | s.t.     |
| 6    | Wilmo Francioni    | Sammontana         | s.t.     |
| 7    | Gianfranco Foresti | Bianchi-Campagnolo | s.t.     |
| 8    | Giovanni Varini    | Furzi              | s.t.     |
| 9    | Efrem Dall'Anese   | Filcas             | s.t.     |
| 10   | Adriano Pella      | Zonca              | s.t.     |